# Markvart Hildesheimský
Svatý Markvart Hildesheimský (německy Markward von Hildesheim, též Marqward nebo Marquard, † 2. února 880 v Ebstorfu u Lüneburgu) byl pátý biskup hildesheimské diecéze v období od roku 874 do 2. února 880.
Jméno Markvart pochází ze staré horní němčiny s významem strážce hranice. 

## Mučednická smrt
Biskup Markvart zemřel jako mučedník společně s biskupem Theodorikem z Mindenu, velmožem Brunem Saským, 11 hrabaty: Wigmannem, třemi z jménem Bardo, dvěma jménem Thiotrich, Gerrichem, Liutolfem, Folkwardem, Awanem, Liutharem a 14 úředníky jménem Bodo, Aderam, Alfuin, Addasta, Aida, Aida, Dudo, Wal, Halilf, Humildium, Adalwin, Werinhard, Thiotrich a Hilward v Normanské bitvě v roce 880, kterou vedli křesťanští Sasové u Ebstorfu proti vpádům pohanských Normanů. Saská armáda utrpěla drtivou porážku. Tito křesťané jsou známi souhrnně jako ebstorfští mučedníci.
Biskup Markvart je uctíván jako svatý a mučedník. Jeho pamětní den je výročím jeho úmrtí, 2. února.